# تمیستوکله پوپا
تِـمیستوکِله پوپا (رومانیایی: Temistocle Popa؛ ‏ تلفظ رومانیایی: [temisˈtokle ˈpopa]؛ ‏ ۲۷ ژوئن ۱۹۲۱ – ۲۶ نوامبر ۲۰۱۳) آهنگساز، موسیقی‌دان، ترانه‌سرا و بازیگر اهل رومانی بود. وی بین سال‌های ۱۹۴۳ تا ۲۰۱۳ میلادی فعالیت می‌کرد.
از فیلم‌هایی که وی در آن‌ها نقش داشته است، می‌توان به حق‌السکوت، امشب در خانه خواهیم رقصید، راز باخوس و آخرین فشنگ  اشاره نمود.